# Liste der Monuments historiques in Chauvency-Saint-Hubert
Die Liste der Monuments historiques in Chauvency-Saint-Hubert führt die Monuments historiques in der französischen Gemeinde Chauvency-Saint-Hubert auf.

## Liste der Objekte
| Bezeichnung                                                                 | Beschreibung                                                  | Standort                       | Kennzeichnung | Schutzstatus | Datum | Bild |
| --------------------------------------------------------------------------- | ------------------------------------------------------------- | ------------------------------ | ------------- | ------------ | ----- | ---- |
| Hauptaltar                                                                  | Holz, farbig gefasst, bezeichnet 1786                         | in der Kirche St-Hubert (Lage) | PM55001712    | Inscrit      | 1995  |      |
| Gemälde Der heilige Simon Stock empfängt das Skapulier von der Gottesmutter | Ölfarbe auf Leinwand, vergoldeter Holzrahmen, 18. Jahrhundert | in der Kirche St-Hubert (Lage) | PM55001711    | Inscrit      | 1995  |      |
| Wendetabernakel                                                             | ehemals am Hauptaltar; Holz, vergoldet, bezeichnet 1793       | in der Kirche St-Hubert (Lage) | PM55000149    | Classé       | 1936  |      |
| Kelch                                                                       | Silber, erste Hälfte des 19. Jahrhunderts                     | in der Kirche St-Hubert (Lage) | PM55001710    | Inscrit      | 1993  |      |
| Zwei Skulpturen: Heiliger Benedikt und heiliger Hilarius                    | Holz, farbig gefasst, um 1786                                 | in der Kirche St-Hubert (Lage) | PM55001709    | Inscrit      | 1992  |      |
| Chorgestühl                                                                 | Holz, 1628                                                    | in der Kirche St-Hubert (Lage) | PM55000148    | Classé       | 1936  |      |